# 교육전산망
한국교육전산망(KoRea Education Network, KREN)은 전국 대학에 교육, 학술, 연구를 위한 인터넷 기반을 지원하는 정보통신망으로, 특히 대학에 정보통신 서비스 환경지원, 지식기반 사회의 대학 경쟁력 제고, 부가서비스 창출에 핵심 역할을 하고 있다. 교육전산망은 당초 5대 국가기간전산망의 하나였던 “교육연구전산망”으로 계획되었으나, 1987년 7월 문교부(현재 교육부)가 관장하는 교육전산망과 과학기술부가 관장하는 연구전산망으로 분리되어 구축되었다. 전담기관은 서울대학교다. 초기 교육전산망은 IBM 메인프레임 컴퓨터들을 상호연결하는 BITNET을 통해 구축되었으나, 1990년부터는 현재의 인터넷 방식인 TCP/IP 프로토콜을 이용해 각 기관을 연결하기 시작했다.

## 참고 자료
1. 박은우 외, "한국교육전산망 백서," 한국교육전산망협의회, 2006.12.
2. 고건, 김은경, 교육전산망(KREN)의 역사, 2013.12.31.[깨진 링크(과거 내용 찾기)]

## 같이 보기
- SDN (네트워크)
- 국가기간전산망
- 연구전산망